# De rebus Hispaniae

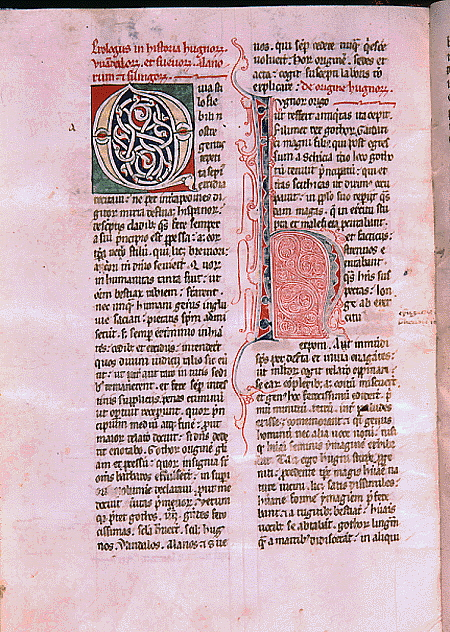
Handschrift der Chronik De rebus Hispaniae.

De rebus Hispaniae ist eine Geschichte der Iberischen Halbinsel, die vom toledanischen Erzbischof Rodrigo Jiménez de Rada (latinisiert Rodericus Ximenius de Rada) in der ersten Hälfte des 13. Jahrhunderts im Auftrag Ferdinands III. in lateinischer Sprache verfasst wurde. Neben dem ursprünglichen Titel ist das Werk auch unter  Historia gótica bzw. gothica („Gotische Geschichte“, d. h. Geschichte der westgotischen Epoche Spaniens), Cronicón del Toledano („Toledanische Chronik“) oder Cronicón de las cosas sucedidas en España („Chronik der Vorfälle in Spanien“) bekannt.

## Inhalt
De rebus Hispaniae besteht aus neun Büchern, die die damals bekannten Chroniken der Iberischen Halbinsel aufnehmen. Sie umfasst damit den Zeitraum von den ersten bekannten Völkern bis zum Jahr 1243. 
Jiménez de Rada nutzte erstmals in der hispanischen Geschichtsschreibung andalusische – also maurische – Quellen und richtet seinen Blick auf alle spanischen Territorien, die die Königreiche Aragón, Navarra, Portugal ebenso beinhalten wie die von Kastilien und León und dessen Vorgängerreich Asturien. 
Er widmete einen wichtigen Teil der Chronik dem westgotischen Königreich, was den Kapitelnamen historia gothica zum Synonym werden ließ. Die anderen Kapitel handeln von den verschiedenen Völkern und ihren Herrschaftszeiten auf den Iberischen Halbinsel: Römer, Hunnen, Vandalen, Sueben, Alanen, Mauren etc.
Die Chronik fand große Akzeptanz und wurde in verschiedene romanische Sprachen übersetzt. Sie war für Jahrhunderte Schlüsselwerk in der Beschäftigung mit der spanischen Geschichte.